# Gianluca Fubelli
Gianluca Fubelli, noto anche con lo pseudonimo di Scintilla (Roma, 9 aprile 1973), è un attore, comico e conduttore televisivo italiano.

## Biografia
Inizia la sua carriera con i villaggi turistici dove lavora dal 1996 al 1999 e dove incontra tanti colleghi con cui lavora e testa le sue capacità attoriali e di improvvisatore e intrattenitore: Massimo Frabotta detto Renè e i colleghi con cui dal 1998 al 2013 costituisce il gruppo I Turbolenti, con il quale ha vinto diversi premi e partecipato a numerose trasmissioni. Nel 2006 ha avuto una parte nel film Eccezzziunale veramente - Capitolo secondo... me di Carlo Vanzina con Diego Abatantuono e nello stesso anno ha condotto con Enrique Balbontin una trasmissione comica su Paramount Comedy. Ha recitato anche in L'ultimo crodino e Area Paradiso ed è stato co-protagonista nel film Tutto molto bello di Paolo Ruffini ed in alcune opere teatrali.
Dal 19 dicembre 2016 fino al 5 giugno 2017 conduce su TV8 House of Gag insieme a Omar Fantini e dal 16 ottobre i due lanciano su Facebook House of Web. Sempre nel 2017 inizia la conduzione di Colorado, al fianco di Paolo Ruffini e Federica Nargi. Nel 2019 riprende la partecipazione a Colorado, ancora una volta al fianco di Paolo Ruffini con Belén Rodríguez.
Nel 2020 partecipa al programma di Italia 1 Enjoy - Ridere fa bene condotto da Diego Abatantuono e Diana Del Bufalo.
Nel gennaio 2022 è protagonista nella trasmissione Back to School, mentre ad aprile entra a far parte del programma Big Show condotto da Papi. Dal 2023 di nuovo House of Gag insieme a Omar Fantini su Cielo e nuovamente nel cast della trasmissione di Federica Panicucci Back to School.

### Vita privata
Nel 2023 ha sposato la cantautrice e compositrice Federica Camba.

## Filmografia

### Cinema
- Eccezzziunale veramente - Capitolo secondo... me, regia di Carlo Vanzina (2006)
- L'ultimo crodino, regia di Umberto Spinazzola (2009)
- Area Paradiso, regia di Diego Abatantuono e Armando Trivellini (2012)
- Una notte agli studios - in 3D, regia di Claudio Insegno (2013)
- Tutto molto bello, regia di Paolo Ruffini (2014)
- Milano trema ancora: la giustizia ha le ore contate, regia di Franz Rotundo (2015)

### Televisione
- Life Bites - Pillole di vita - sitcom (2008-2013)
- Don Luca c'è - serie TV, 12 episodi (Italia 1, 2008)
- Fratelli Benvenuti - serie TV (Canale 5, Rete 4, 2010) senza fonte
- Din Don - Un paese in due - film tv (2022)

## Programmi televisivi
- Lista d'attesa (Telenova, 2000-2001)
- Presi diretti (Happy Channel, 2001)
- Colorado (Italia 1, 2003-2019) comico, co-conduttore
- Studio di continuità (Paramount Comedy, 2005)
- Paperissima Sprint (Canale 5, 2005) comico
- Guida al campionato (Italia 1, 2005-2008) comico
- Bar Stadio (Paramount Comedy, 2006)
- Sputnik (Italia 1, 2007) comico
- Bionda anomala (All Music, 2008)
- Provato per voi (Italia 1, 2012) co-conduttore
- Vecchi bastardi (Italia 1, 2014) conduttore
- House of Gag (Cielo, TV8, 2015-2017) conduttore
- Giù in 60 secondi - Adrenalina ad alta quota (Italia 1, 2017)
- B come Sabato (Rai 2, 2018)
- La sai l'ultima? - Digital Edition (Canale 5, 2019) caposquadra
- Enjoy - Ridere fa bene (Italia 1, 2020)
- Back to School (Italia 1, 2022-2023) concorrente, capoclasse
- Alessandro Borghese - Celebrity Chef (TV8, 2022) - concorrente
- Big Show - Enrico Papi (Canale 5, 2022)
- Una vita in vacanza - Destinazione Sicilia (Italia 1, 2022) co-conduttore
- House of Gag (Cielo, TV8, 2023) conduttore
- Only Fun – Comico Show (Nove, 2023-2024) comico
- Fake Show - Diffidate delle imitazioni (Rai 2, 2023) concorrente
- Michelle Impossible & Friends (Canale 5, 2024) comico
- Nove Comedy Club - La bellezza non è tutto (Nove, 2024)
- Comedy Match (Nove, 2024-2025)
- Pechino Express (Sky Uno, 2025) Concorrente

## Webserie
- House of Web - Facebook (2017)

## Teatro

### Attore
- Il Flauto Magico, 2006 di W. A. Mozart - dialoghi di A. Baricco, regia di Oskaras Korsunovas
- Comedian Blues, storia di comici, di whisky, e di rapine Scritto da Lazzaro Calcagno, e Matteo Monforte, regia Lazzaro Calcagno
- Gli Artificieri, 2004 di Fubelli - Impastato - Polidoro - Vogogna
- Uno è di troppo, 2005/2006 di Fubelli - Impastato - Polidoro - Vogogna, regia di Alessandra Torre
- Siamo poveri di mezzi, 2008 di Fubelli - Impastato - Polidoro - Vogogna
- Una settimana da due con Gianluca Impastato
- La bellezza non è tutto

## Libri
- Gianluca Fubelli, Gaius Iulius Caesar. «La vera storia di Giulio Cesare dittatore massimo!», Bergamo, Nobeer, 2011, ISBN 9788896541159.
- L. Federico (a cura di), Il manuale dei Turbo Tabbies, illustrazioni di Giuseppe Benedetti, Bergamo, Nobeer, 2010, ISBN 9788896541043.